# Беркхаут, Христина Мария
Христина Мария Беркхаут (нидерл. Christine Marie Berkhout, 1893—1932) — нидерландская учёная-миколог и фитопатолог, ученица Йоханны Вестердейк.

## Биография
Родилась в городе Маланг в Голландской Ост-Индии (современная Индонезия) 13 июля 1893 года.
В 1923 году защитила диссертацию доктора философии в лаборатории Вилли-Коммелин-Схолтен в Барне под руководством Йоханны Вестердейк. В диссертации пересмотрела систематику сложнейших в систематическом отношении родов Monilia, Oidium, Oospora и Torula. Впервые обосновала самостоятельность рода Candida, основываясь на микроморфологических и культуральных характеристиках.
Уже во время подготовки диссертации у Беркхаут обострились проблемы со здоровьем. Умерла 18 ноября 1932 года в Гааге.

## Некоторые научные публикации
- Berkhout Ch. M. De schimmelgeslachten Monilia, Oidium, Oospora en Torula. — Utrecht, 1923. — 72 p.

## Грибы, названные именем Х. Беркхаут
- Geotrichum subg. Berkhoutia Verona & Cif., 1939 — Trichosporon Behrend, 1890
- Candida berkhoutiae Nakase et al., 2011